# Помпеева колонна

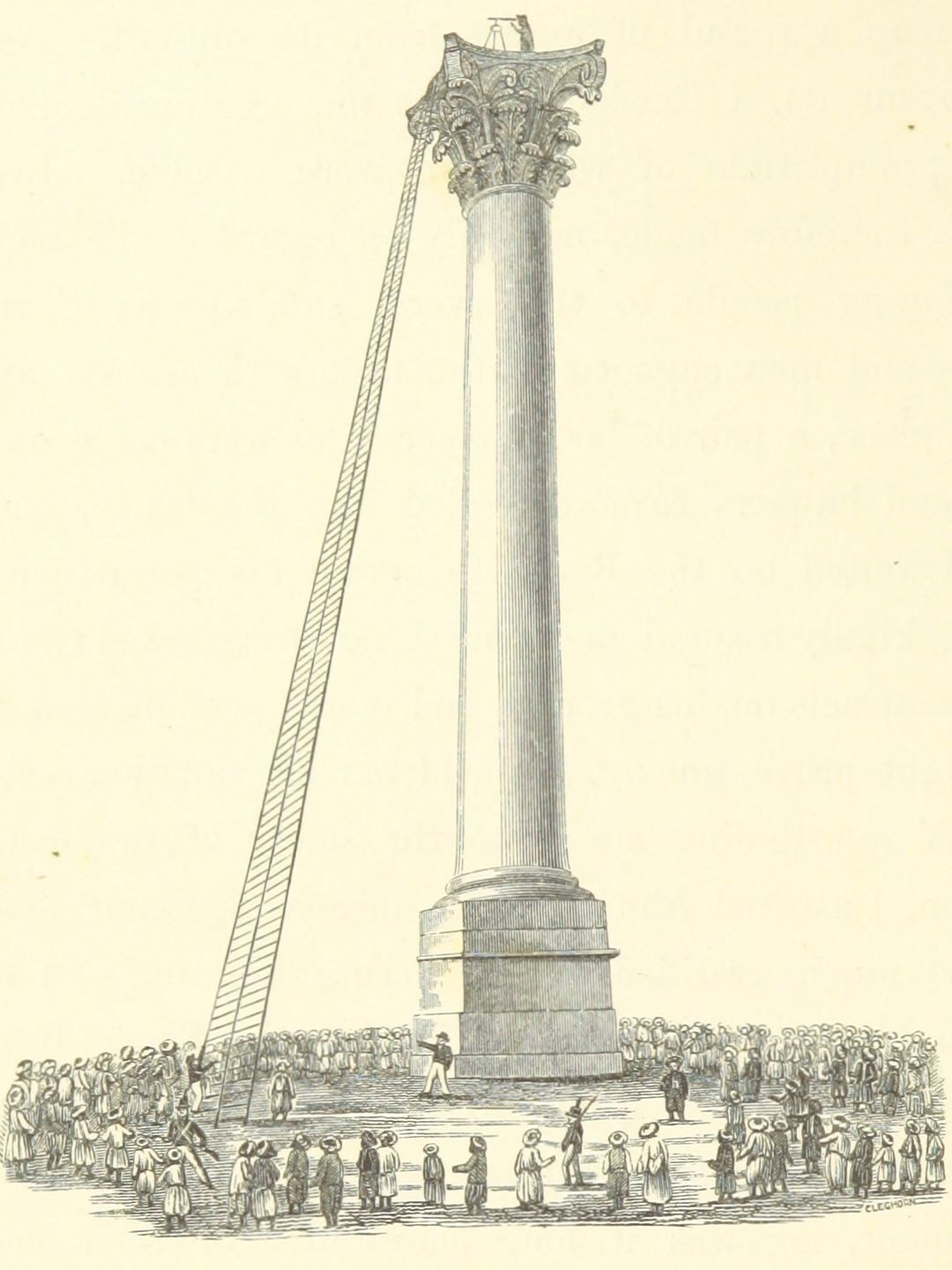
Британский морской офицер Джон Шортленд на вершине колонны, 1803 год.

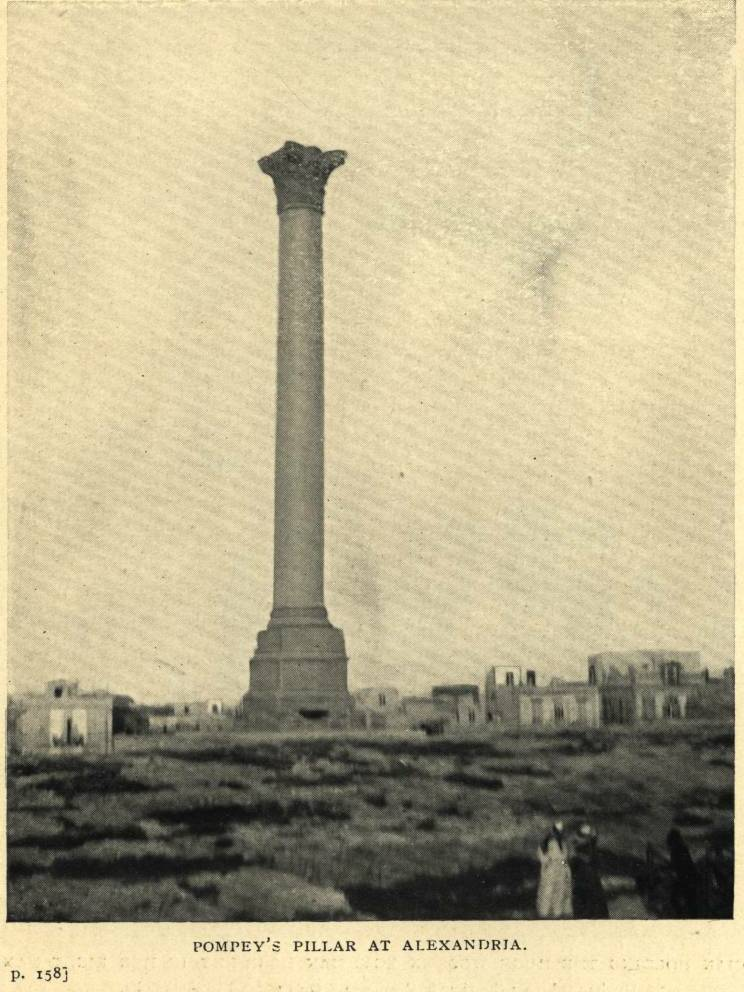
Колонна Диоклетиана в 1911 году.

Помпе́ева коло́нна (араб. عمود السواري‎, amūd as-sawārī) — монолит из красного гранита в Александрии (Египет), римская колонна Победы. Самый большой римский монолит за пределами Рима и Константинополя. Гигантская гранитная колонна с коринфским ордером, воздвигнутая в честь римского императора Диоклетиана в 298–302 годах н.э., первоначально поддерживала колоссальную порфировую статую императора в доспехах. Она стоит на восточной стороне теменоса в александрийском Серапеуме, рядом с руинами самого храма. Ошибочное название и ассоциация с Помпеем проистекают из исторического неправильного прочтения греческой дарственной надписи на  базе.

## История
В 297 году Диоклетиан, август с 284 года, провёл кампанию в Египте, чтобы подавить восстание узурпатора Домиция Домициана. После долгой осады Диоклетиан захватил Александрию и казнил преемника Домициана Аврелия Ахиллея в 298 году. В 302 году император вернулся в город и торжественно возобновил государственные поставки зерна. Надпись на колонне, посвящнная ей и его статуи на ней, описывает Диоклетиана как «полиохоса» (др.-греч. πολιοῦχον Ἀλεξανδρείας, буквально «бог-хранитель города Александрия»). В IV веке нашей эры это обозначение также относилось к Серапису, эллинистическому божеству, учреждённому правителями Египта из династии Птолемеев. Комплекс святилища, посвящённого Серапису, где первоначально была возведена колонна, Серапеум, был построен при царе Птолемее III Эвергете в III веке до нашей эры и, вероятно, перестроен в эпоху императора Адриана во II веке нашей эры после того, как он получил повреждения во время Второй Иудейской войны; в конце IV века нашей эры римский историк Аммиан Марцеллин считал его чудом, с которым могло соперничать только святилище Юпитера Оптимуса Максимуса на Капитолийском холме в Риме.

## Параметры
Высота памятника составляет около 26,85 м (88 фута), включая его основание и капитель, и первоначально он должен был поддерживать статую высотой около 7 м (23 футов). Единственная известная монолитная колонна в римском Египте, это один из крупнейших древних монолитов и одна из самых больших монолитных колонн, когда-либо возведённых. Ствол монолитной колонны имеет высоту 20,46 м (67 фута) при диаметре 2,71 метра у основания, а сама база имеет высоту более 6 м (20 футов). И база и ствол сделаны из красного гранита, вырезанного из древних карьеров в Сиене (современный Асуан), в то время как капитель в виде коринфского ордера выполнена из серого гранита. Вес тела колонны оценивается в 285 тонн.
Сохранившиеся и читаемые четыре строки надписи на древнегреческом языке на базе колонны свидетельствуют о том, что префект Египта (др.-греч. Έπαρχος Αιγύπτου) по имени Публий посвятил памятник в честь Диоклетиана. Публий засвидетельствован в двух папирусах из Оксиринха; его деятельность, должно быть, проходила между префектурами Аристия Оптата, назначенного префектом 16 марта 297 года, и Клодия Кульциана, занимавшего этот пост с 303 года или даже в конце 302 года. Поскольку имя Публия фигурирует в качестве посвящающего памятник, колонна и статуя Диоклетиана должны были быть завершены между 297 и 303 годами, когда он был на посту. Имя губернатора в значительной степени стёрто на повреждённой надписи; греческий перевод Публия как др.-греч. Πού̣π̣[λιος] был перепутан с греческим написанием римского полководца первого века до н.э. Помпея (др.-греч. Πομπήιος, лат. Pompeius).
Порфировая статуя Диоклетиана в доспехах известна по большим фрагментам, которые продолжали лежать у подножия колонны в XVIII веке. Исходя из размера фрагмента размером 1,6 метра, представляющего бедра августа, первоначальная высота статуи в доспехах лорика была рассчитана примерно на 7 м (23 футов). Хотя в XIX веке некоторые фрагменты статуи находились в европейских частных коллекциях, к 1930-м годам их местонахождение было неизвестно и они считаются утерянными.
Возможно, что большая колонна, поддерживающая статую Диоклетиана, сопровождалась другой колонной или тремя колоннами поменьше, на которых стояли статуи соправителей Диоклетиана, августа Максимиана и двух цезарей Констанция и Галерия. Если это так, то группа колонн-статуй должна была увековечивать коллегию императоров Тетрархии, учреждённую в царствование Диоклетиана.

## Восхождение
Мусульманский путешественник Ибн Баттута посетил Александрию в 1326 году. Он описывает колонну и рассказывает историю о лучнике, который выпустил стрелу, привязанную к тетиве над колонной. Это позволило ему натянуть веревку, привязанную к тетиве, через столб и закрепить её с другой стороны, чтобы взобраться на вершину столба.
В начале 1803 года британский морской офицер Джон Шортленд с корабля «HMS Pandour» запустил воздушного змея над колонной Помпея. Это позволило ему перекинуть через неё веревки, а затем веревочную лестницу. 2 февраля он и Джон Уайт, капитан корабля, поднялись на неё. Когда они добрались до вершины, они вывесили британский флаг, подняли тост за короля Георга III и трижды прокричали «Гип-гип ура!». Четыре дня спустя они снова взобрались на колонну, установили посох, починили флюгер, съели бифштекс и снова подняли тост за короля. Этимология прозвища «Помпей» для порта приписки королевского флота Портсмута и его футбольной команды предполагает, что эти моряки стали известны как «парни Помпея» после того, как взобрались на колонну, и прозвище распространилось; возможны и другие несвязанные с этой историей варианты происхождения названия футбольной команды.

## Комментарии
1. ↑  Другие авторы дают несколько отличающиеся параметры. По словам Тиля, высота цельной колонны составляет 20,75 м (28,7 м, включая основание и база), диаметр 2,7–2,8 метра[10].